# Steve Chiasson
Steven Joseph "Steve" Chiasson, född 14 april 1967, död 3 maj 1999, var en kanadensisk professionell ishockeyback som spelade för Detroit Red Wings, Calgary Flames, Hartford Whalers och Carolina Hurricanes i National Hockey League (NHL).
Han draftades i tredje rundan i 1985 års draft av Detroit Red Wings som 50:e spelare totalt.
Den 3 maj 1999 omkom Chiasson i en trafikolycka sedan han varit på lagfest efter att Hurricanes blev utslagna av Boston Bruins i Stanley Cup-slutspelet. Det framkom att Chiasson hade avfärdat lagkamraternas förfrågor om att ringa efter en taxi eller få skjuts hem. Polisen meddelade senare att Chiasson hade 2,7 promille i blodet, nästan tre gånger högre än vad North Carolinas legala promillenivå låg på. Hurricanes har inofficiellt pensionerat hans spelarnummer 3 och när de vann Stanley Cup för säsongen 2005–2006 valde Cory Stillman att ta med Stanley Cup-bucklan till Chiassons uppväxtort och minnesplats som en hyllning åt sin forne vän.
| ”                                     | "We are shocked and saddened today with the passing of Steve Chiasson. This is a tragedy that none of us can put into words. We grieve with Steve's family, his wife Susan and his children." | „ |
| – Hurricanes President Jim Rutherford | |   |

## Statistik
| 1983–84    | Guelph Platers       | OHL        | 55  | 1  | 9   | 10  | 112  | —  | —  | —  | —  | —   |
| 1984-85    | Guelph Platers       | OHL        | 45  | 1  | 4   | 5   | 73   | 2  | 0  | 0  | 0  | 19  |
| 1985–86    | Guelph Platers       | OHL        | 54  | 12 | 29  | 41  | 126  | 18 | 10 | 10 | 20 | 37  |
| 1986–87    | Detroit Red Wings    | NHL        | 45  | 1  | 4   | 5   | 73   | 2  | 0  | 0  | 0  | 19  |
| 1987–88    | Adirondack Red Wings | AHL        | 23  | 6  | 11  | 17  | 58   | —  | —  | —  | —  | —   |
| 1987–88    | Detroit Red Wings    | NHL        | 29  | 2  | 9   | 11  | 57   | 9  | 2  | 2  | 4  | 31  |
| 1988–89    | Detroit Red Wings    | NHL        | 65  | 12 | 35  | 47  | 149  | 5  | 2  | 1  | 3  | 6   |
| 1989–90    | Detroit Red Wings    | NHL        | 67  | 14 | 28  | 42  | 114  | —  | —  | —  | —  | —   |
| 1990–91    | Detroit Red Wings    | NHL        | 42  | 3  | 17  | 20  | 80   | 5  | 3  | 1  | 4  | 19  |
| 1991–92    | Detroit Red Wings    | NHL        | 62  | 10 | 24  | 34  | 136  | 11 | 1  | 5  | 6  | 12  |
| 1992–93    | Detroit Red Wings    | NHL        | 79  | 12 | 50  | 62  | 155  | 7  | 2  | 2  | 4  | 19  |
| 1993–94    | Detroit Red Wings    | NHL        | 82  | 13 | 33  | 46  | 122  | 7  | 2  | 3  | 5  | 2   |
| 1994–95    | Calgary Flames       | NHL        | 45  | 2  | 23  | 25  | 39   | 7  | 1  | 2  | 3  | 9   |
| 1995–96    | Calgary Flames       | NHL        | 76  | 8  | 25  | 33  | 62   | 4  | 2  | 1  | 3  | 0   |
| 1996–97    | Calgary Flames       | NHL        | 47  | 5  | 11  | 16  | 32   | —  | —  | —  | —  | —   |
| 1996-97    | Hartford Whalers     | NHL        | 18  | 3  | 11  | 14  | 7    | —  | —  | —  | —  | —   |
| 1997–98    | Carolina Hurricanes  | NHL        | 66  | 7  | 27  | 34  | 65   | —  | —  | —  | —  | —   |
| 1998–99    | Carolina Hurricanes  | NHL        | 28  | 1  | 8   | 9   | 16   | 6  | 1  | 1  | 2  | 2   |
| AHL totalt | AHL totalt           | AHL totalt | 23  | 6  | 11  | 17  | 58   | —  | —  | —  | —  | —   |
| NHL totalt | NHL totalt           | NHL totalt | 751 | 93 | 305 | 398 | 1107 | 63 | 16 | 18 | 34 | 119 |
| OHL totalt | OHL totalt           | OHL totalt | 170 | 21 | 60  | 81  | 377  | 18 | 10 | 10 | 20 | 37  |